# Barragem de Bastelos
A barragem de Bastelos localiza-se no concelho de Mogadouro, distrito de Bragança, Portugal. Situa-se na ribeira de Bastelos. A barragem entrou em funcionamento em 1993.

## Barragem
É uma barragem de aterro (enrocamento com núcleo). Possui uma altura de 23,2 m acima da fundação (22 m acima do terreno natural) e um comprimento de coroamento de 122 m. Possui uma capacidade de descarga máxima de .. (descarga de fundo) + 130 (descarregador de cheias) m³/s.

## Albufeira
A albufeira da barragem apresenta uma superfície inundável ao NPA (Nível Pleno de Armazenamento) de 0,176 km² e tem uma capacidade total de 1,2 Mio. m³. As cotas de água na albufeira são: NPA de 624 metros, NMC (Nível Máximo de Cheia) de 625,4 metros e NME (Nível Mínimo de Exploração) de .. metros.